# Anna Gómez Igual
Anna Gómez Igual (Alfara del Patriarca, 1986) és una jugadora professional de bàsquet en la posició de base, capitana de l'equip femení del València Bàsquet fins a la temporada 2021-2022.
Anna Gómez s'inicia en el bàsquet a les categories inferiors de l'històric Club Bàsquet Godella, des d'on dona el salt a l'Universitari de Barcelona, on aconsegueix el Campionat d'Espanya Junior la temporada 2002-2003. A partir d'aquell moment jugarà en diversos clubs, com el Celta de Vigo, PDV Santa Eulàlia, Incosa León, CB San José de Múrcia, el Cadí la Seu d'Urgell, l'Universitari de Ferrol o el Jopisa Burgos. També va jugar a l'equip belga Belfius Namur amb qui va disputar competició europea.
El 2018 fitxa pel València Bàsquet amb qui aconsegueix els primers títols del club en la secció femenina: l'Eurocup, la Supercopa d'Espanya i la Supercopa d'Europa, totes tres l'any 2021.
També ha format part de la selecció espanyola des de les categories inferiors dispunt el Mundial sub-19 de Tunísia.